# Palicourea pendula
Palicourea pendula är en måreväxtart som beskrevs av Charlotte M. Taylor. Palicourea pendula ingår i släktet Palicourea och familjen måreväxter. Inga underarter finns listade i Catalogue of Life.